# Kent Vickell
Kent Åke Mikael Vickell, född Andersson 21 juli 1968 i Lessebo, är en svensk teaterskådespelare. 

## Biografi
Kent Vickells första kontakt med teatern var i amatörteatergruppen Teater i Glasriket där han bland annat medverkade i Glasbomben och Lysistrate.
Han var kring sekelskiftet 2000 verksam i Kalmar län, där han bland annat var med om att arrangera 13 nyårsrevyer i Nybro. På riksnivå har han blivit känd som drängen Norman i Krister Classons fars Hemsöborna – Väldigt fritt efter August Strindberg som spelades på Vallarnas friluftsteater 2007. Han deltog även i Vallarnas Campa i klaveret 2012.
Vickell drev tillsammans med sin dåvarande fru Mia Vickell Nöjesmakarna med Anders Brandel, som numera på egen hand driver Nöjesmakarna i Sverige AB, och Märit Brandel. De hade då varje sommar barnteaterföreställningar i Kalmar, såsom Madicken, Rasmus på luffen, Emil i Lönneberga, Pippi Långstrump med flera, samt ett flertal sommar- och julshower i Pukeberg glasbruk.
Senare startade paret Vickell Nöjesproduktion. Hela familjen spelade teater och varje sommar och vinter underhöll de med revyer och pjäser. Vickell Nöjesproduktion har också spelat olika farser runt om i Kalmar län, till exempel klassiker som Spanska Flugan, Är du inte riktigt fisk? och Maka på din make.
Vickell skriver även manus och regisserar produktioner. Vickell är bosatt i Göteborg.

## Ett urval av Vickells produktioner som skådespelare
- Nybrorevyn - 1995 (Folkets hus, Nybro) - Flertal roller
- Nybrorevyn - 1996 (Folkets hus, Nybro) - Flertal roller
- Nybrorevyn - 1997 (Folkets hus, Nybro) - Flertal roller
- Trädgårdsbuskis - 1997 (I Krusenstiernska trädgården), - Flertal roller, Kalmar)
- Nybrorevyn - 1998 (Folkets hus, Nybro) - Flertal roller
- Trädgårdsbuskis - 1999 (I Krusenstiernska trädgården, Kalmar) - Flertal roller
- Rasmus på luffen - 1999 (I Krusenstiernska trädgården, Kalmar) - Paradis-Oskar
- Sommarshow i Hyttan - 2000 (Pukebergs glashytta) - Flertal roller
- Nybrorevyn - 2000 ”Tusen och ett skratt” (Folkets hus, Nybro) - Flertal roller
- Friskt Vågat - 2001 (Turné i Kalmar län) - ?
- Oskarshamnsrevyn - 2002 (Forum i Oskarshamn) - Flertal roller
- Nybrorevyn - 2002 ”Idel ädel adel och en bonne” (Folkets hus, Nybro) - Flertal roller
- Är du inte riktigt fisk? - 2003 (Turné i Kalmar län) - ?
- Rasmus på Luffen - 2004 (I Krusenstiernska trädgården, Kalmar) - Paradis-Oskar
- Julshow i Hyttan - 2004 (Pukebergs glashytta) - Flertal roller
- Ronja Rövardotter - 2005 (Kalmar slott) - Mattis
- Nybrorevyn - 2006 "Kristallkul" (Folkets hus, Nybro) - Flertal roller
- Hemsöborna – Väldigt fritt efter August Strindberg - 2007 (Vallarnas + turné) - Drängen Norman
- Skåpmat (det bästa ur Nybrorevyn) - 2007 (Folkets hus, Nybro) - Flertal roller
- Åsa-Nisse the Mjosikal (Musikal) - 2008 (Årsta Slott, Stockholm) - Klabbarparen
- Sen Kväll Med Vickell (Nybrorevyn) - 2009 (Folkets hus, Nybro) - Flertal roller
- Virus i bataljonen (Vallarna + turné) - Kommunalrådet Leif Aronsson
- Mölndalsrevyn - 2012 - Olika roller
- Campa i klaveret (Vallarna + turné) - 2012 - Olof Granqvist
- Soldat Fabian Bom (Vallarna + turné) - 2017 - Menige Olsson

## TV-produktion
- Var fan är min revy!, en dokusåpa på SVT 2009 med Magnus Uggla.